# In Times
Albums de Enslaved
RIITIIR
(2012)
In Times est le treizième album studio du groupe de black metal progressif norvégien Enslaved sorti le 6 mars 2015.

## Liste des titres
| No | Titre                      | Durée |
| -- | -------------------------- | ----- |
| 1. | Thurisaz Dreaming          | 8:13  |
| 2. | Building with Fire         | 8:49  |
| 3. | One Thousand Years of Rain | 8:13  |
| 4. | Nauthir Bleeding           | 8:10  |
| 5. | In Times                   | 10:44 |
| 6. | Daylight                   | 8:56  |

## Composition du groupe
- Ivar Bjørnson - Guitare, chœurs, synthétiseurs, production et ingénierie du son.
- Arve Isdal - Guitare solo et ingénierie du son.
- Herbrand Larsen - Claviers, mellotron, chant, production et ingénierie du son.
- Grutle Kjellson - Basse, chant et production.
- Cato Bekkevold - Batterie et percussions.

## Membres additionnels
- Iver Sandøy - Production et ingénierie du son.
- Tonje E. Peersen - Production exécutive et management.
- Tony Lindgren - Mastering.
- Jens Bogren - Mixage audio.
- Truls Espedal - Artwork et direction artistique.
- Tim Tronckoe - Photos[11].